# 四酸化炭素
四酸化炭素(よんさんかたんそまたはしさんかたんそ、Carbon tetroxide)は、CO4の化学式を持つ非常に不安定なオキソカーボンである。高温中での二酸化炭素と酸素の間の酸素原子の置換の中間体として提案された。